# (31931) Sipiera
(31931) Sipiera est un astéroïde de la ceinture principale.

## Description
(31931) Sipiera est un astéroïde de la ceinture principale. Il fut découvert le 10 avril 2000 à Prescott (Arizona) par Paul G. Comba. Il présente une orbite caractérisée par un demi-grand axe de 2,56 UA, une excentricité de 0,25 et une inclinaison de 1,2° par rapport à l'écliptique.

## Compléments